# ヘンリー・ハーツフィールド
ヘンリー・ハーツフィールド（Henry Hartsfield、1933年11月21日 - 2014年7月17日）はアメリカ合衆国の宇宙飛行士。